# Долихофисы
Долихофисы (лат. Dolichophis) — род змей семейства ужеобразных. Ранее представители включались в род Hierophis, ещё ранее — в Coluber.

## Виды
В состав рода включают четыре вида:
- Dolichophis andreanus (Werner, 1917)
- Dolichophis caspius (Gmelin, 1789) — желтобрюхий, или каспийский, полоз
- Dolichophis jugularis (Linnaeus, 1758)[3]
- Dolichophis schmidti (Nikolsky, 1909) — краснобрюхий полоз